# Debout Congolais
"Debout Congolais" (Levantai-vos congoleses) é o hino nacional da República Democrática do Congo. Com letra e música de J. Lutumba e S. Boka, foi adoptado em 1960 para depois ser substituído em 1972 e restabelecido em 1997. Este hino foi substituído por La Zaïroise, também escrito por Boka, em 1971, sob o regime de Mobutu. Após a tomada de Laurent-Désiré Kabila em 1997, Debout Congolais foi reintegrado como o hino nacional congolês.

## Letra
Debout Congolais

Unis par le sort

Unis dans l'effort pour l'indépendance

Dressons nos fronts

Longtemps courbés

Et pour de bon

Prenons

le plus bel élan

Dans la paix

Ô Peuple ardent

Par le labeur

Nous bâtirons un pays plus beau qu'avant

Dans la paix

Citoyens,

Entonnez,

L'hymne sacré de votre solidarité

Fièrement

Saluez

L'emblème d'or dre souveraineté

Congo

Don béni, Congo

Des aïeux, Congo

Ô Pays, Congo

Bien aimé, Congo

Nous peuplerons ton sol

Et nous assurerons ta grandeur

Trente juin, Ô doux soleil

Trente juin, du trente juin

Jour sacré, sois le témoin

Jour sacré de l'immortel serment de liberté

Que nous léguons

A notre postérité

Pour toujours.